# Mizar (système)
Pour les articles homonymes, voir Mizar.

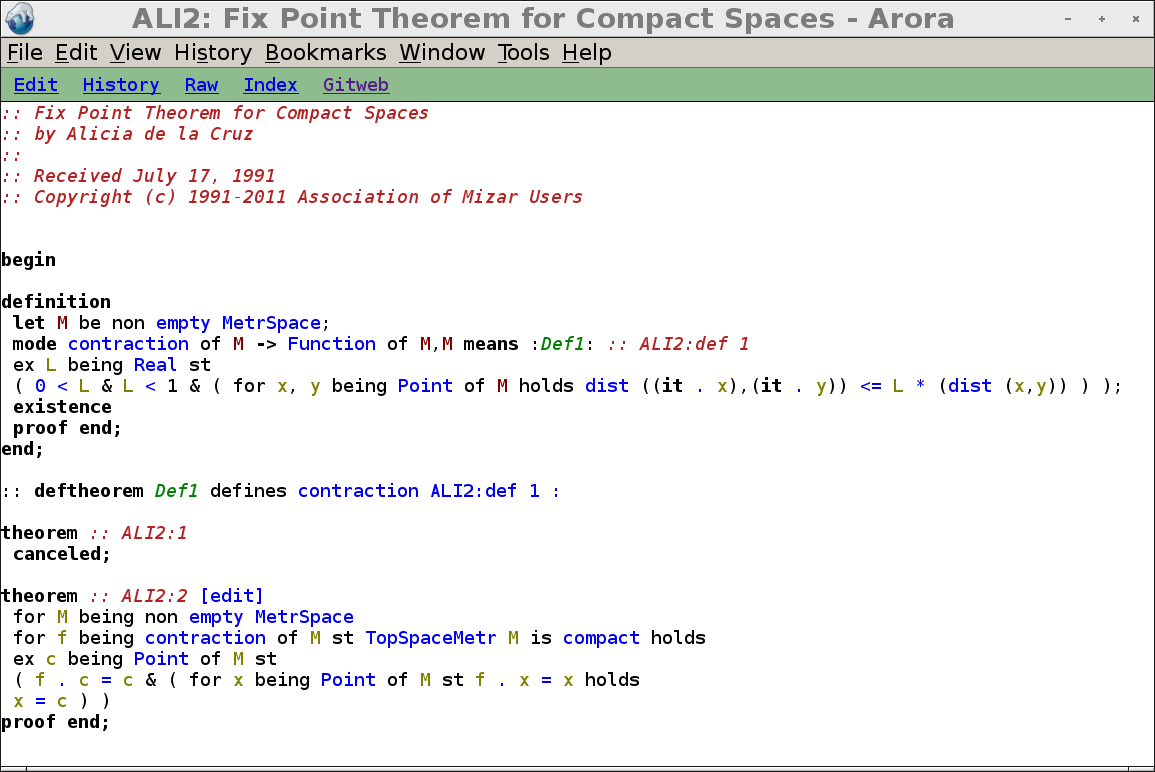
Capture d'écran

Le système Mizar est un outil fournissant un langage formel pour écrire des définitions et des preuves mathématiques, un assistant de preuve permettant une vérification automatique de ces preuves et une bibliothèque de mathématiques formalisées.